# Natal'ja Korostelëva
Natal'ja Sergeevna Morilova coniugata Korostelëva (in russo Наталья Сергеевна Морилова-Коростелёва?; Perm', 4 ottobre 1980) è un'ex fondista russa.
È moglie di Pavel Korostelëv e sorella di Nikolaj Morilov, a loro volta fondisti di alto livello.

## Biografia
In Coppa del Mondo ha esordito il 26 ottobre 2002 a Düsseldorf (10ª), ha ottenuto il primo podio il 14 febbraio 2003 ad Asiago (2ª) e la prima vittoria il 21 dicembre 2008 ancora a Düsseldorf.
In carriera ha preso parte a un'edizione dei Giochi olimpici invernali, Vancouver 2010 (19ª nella 10 km, 12ª nella sprint, 3ª nella sprint a squadre, 7ª nella staffetta), e a sei dei Campionati mondiali, vincendo una medaglia.

## Palmarès

### Olimpiadi
- 1 medaglia:
  - 1 bronzo (sprint a squadre a Vancouver 2010)

### Mondiali
- 1 medaglia:
  - 1 bronzo (staffetta a Val di Fiemme 2003)

### Coppa del Mondo
- Miglior piazzamento in classifica generale: 10ª nel 2010
- 10 podi (4 individuali, 6 a squadre):
  - 1 vittoria (a squadre)
  - 4 secondi posti (2 individuali, 2 a squadre)
  - 5 terzi posti (2 individuali, 3 a squadre)

#### Coppa del Mondo - vittorie
| Data             | Località   | Nazione  | Spec.                         |
| ---------------- | ---------- | -------- | ----------------------------- |
| 21 dicembre 2008 | Düsseldorf | Germania | TS TL (con Natal'ja Matveeva) |

Legenda:

TL = tecnica libera

TS = sprint a squadre

#### Coppa del Mondo - competizioni intermedie
- 3 podi di tappa:
  - 1 vittoria
  - 2 secondi posti

##### Coppa del Mondo - vittorie di tappa
| Data           | Località | Nazione  | Competizione | Disciplina |
| -------------- | -------- | -------- | ------------ | ---------- |
| 3 gennaio 2010 | Oberhof  | Germania | Tour de Ski  | SP TC      |

Legenda:

TC = tecnica classica

SP = sprint